# 妥拉洛尔
妥拉洛尔是一种含氮有机化合物，分子式C19H24N2O4，带有苯甲酰胺基团，可作为β受体阻滞剂。